# ساندرو فودا
ساندرو فودا (انگلیسی: Sandro Foda؛ زادهٔ ۲۸ دسامبر ۱۹۸۹) بازیکن فوتبال اهل آلمان است.
از باشگاه‌هایی که در آن بازی کرده‌است می‌توان به باشگاه فوتبال هارتبرگ و باشگاه فوتبال اشتورم گراتس اشاره کرد.